# 辻隼
辻 隼（つじ じゅん、1981年12月6日 - ）は、日本の陸上競技選手(中距離)。福井県出身。敦賀気比高等学校を卒業し、2000年4月にヤクルト入社。旧姓長谷川（はせがわ）。

## 来歴
- 同じ北信越地区の佐藤清治とともに、中学時代から中距離でトップを維持し続けてきた。
- 1996年の広島国体では800mと3000mの2種目で福井県中学記録を更新。とりわけ800mは、かつて中学中距離界を席巻し「怪物」と形容された[1]和田仁志の持つ日本中学記録まで迫る勢いだった。
- 高校時代では、佐藤の世界規格の競技成績に圧倒されて陰に隠れがちにはなっていたものの、負けじと全国で2番手をキープしていた。
- 2003年、日本選手権で1500mに出場。3分48秒61で走り優勝を果たした。東日本実業団選手権では1500mに出場し、徳本一善に次ぐ2位に入賞した。
- 同年、ヨーロッパ遠征で1500mに出場。3分39秒60という記録を残す。
- 2004年、日本選手権1500mで2連覇を果たす。
- 2005年、全日本実業団選手権で1500mに出場し優勝
- 2006年、静岡国際陸上で小林史和に次ぐ2位に入賞した。